# غردينية ضيقة الأوراق
غردينية ضيقة الأوراق (الاسم العلمي:Gardenia stenophylla) هي نوع من النباتات يتبع جنس غردينية من الفصيلة الفوية.